# Noblesville
Noblesville är en stad (city) i Hamilton County, i delstaten Indiana, USA. Enligt United States Census Bureau har staden en folkmängd på 53 515 invånare (2011) och en landarea på 81,3 km². Noblesville är huvudort i Hamilton County.